# سالی ورچلزه
سالی ورچلزه (به ایتالیایی: Sali Vercellese) یک کومونه در ایتالیا است که در استان ورسلی واقع شده‌است. سالی ورچلزه ۸٫۸ کیلومتر مربع مساحت و ۱۲۸ نفر جمعیت دارد.